# ギュスターフ・ヴァン・デ・ヴスタイン
ギュスターフ・ヴァン・デ・ヴスタイン（Gustave Van de Woestyne、1881年8月2日 - 1947年4月21日）は、ベルギーの画家である。静物画や人物画を表現主義のスタイルで描いた。

## 略歴
ヘントで生まれた。父親は実業家で、兄に詩人となるカレル・ヴァン・デ・ヴスタイン(1878-1929)がいる。1895年から1899年までヘントの王立美術学校(Koninklijke Academie voor Schone Kunsten Gent)でジャン・デルヴァンやヴァン・ビースブロック(Jules Evarist van Biesbroeck)に学んだ。1900年頃、父親が亡くなり、家族とオースト＝フランデレン州のシント＝マルテンス＝ラーテムに移った。シント＝マルテンス＝ラーテムは彫刻家のジョルジュ・ミンヌを中心に芸術家村が形成されていて、ギュスターフ・ヴァン・デ・ヴスタインも、ミンヌから影響を受け、「ラーテム派」(Latemse Scholen)の初期メンバーとなった。

ギュスターフ・ヴァン・デ・ヴスタイン(画)「イエス・キリスト」

1903年に、パリを訪れ、象徴派の詩人、エミール・ヴェルハーレンのもとに滞在した。兄の結婚後、画家のヴァレリウス・デ・サーデレール(Valerius De Saedeleer)としばらく同居した。1905年に、ルーヴァンの修道院に3か月、修業したが美術の世界に戻った。
1908年に結婚し、ブリュッセルやティーゲムに住んだ。デ・サーデレールとフィレンツェも訪れた。第一次世界大戦が始まると、ミンヌの家族と、イギリスへ避難した。1919年にベルギーに戻った後は、ワレヘムなどに住んだ。
1925年からメヘレンに住み、1939年までメヘレンの美術学校の校長を務めた。アントウェルペン王立芸術学院やブリュッセルの高等工芸学校でも教授を務めた。
ギュスターフ・デ・シュメトやフリッツ・ファン・デン・ベルヘといった前衛画家と美術家グループ「9人会(Les 9)」を作り活動した。1939年に健康上の理由で校長などを辞め、イクルに移り、1947年にイクルで死去した。

## 作品

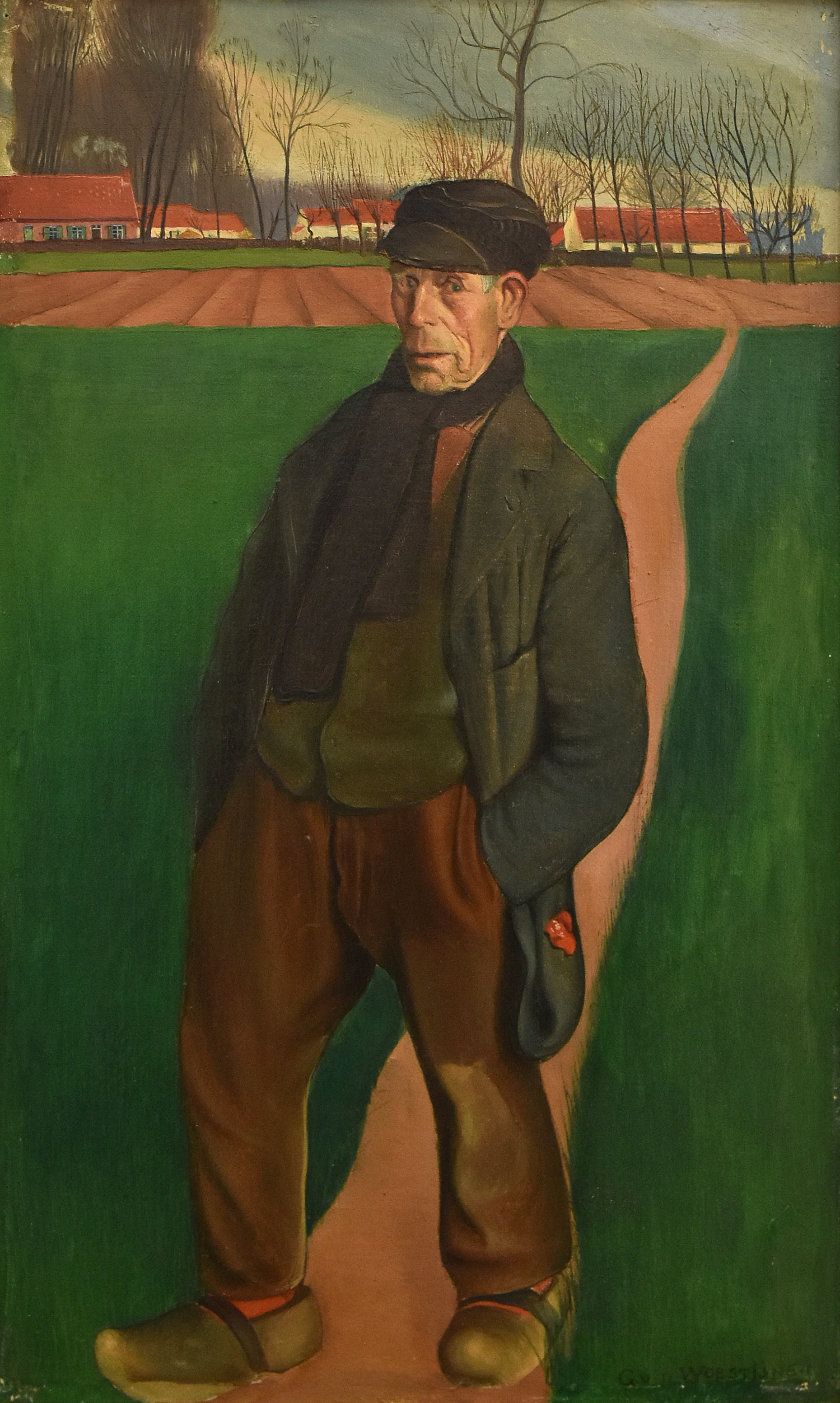
「デスケ」 (1902)
「二度の春」 (1910)
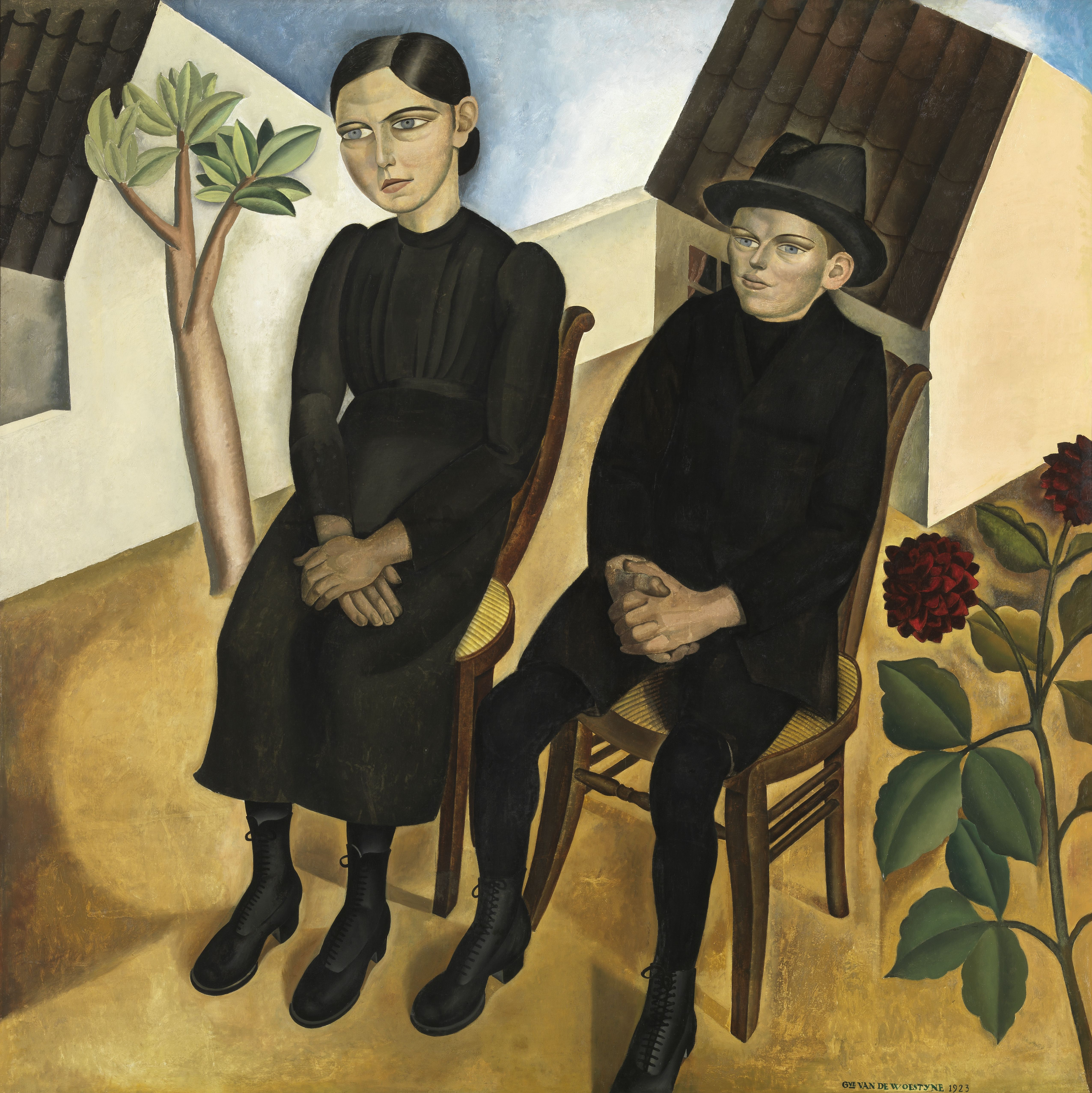
「ガストンと妹」 (1923)
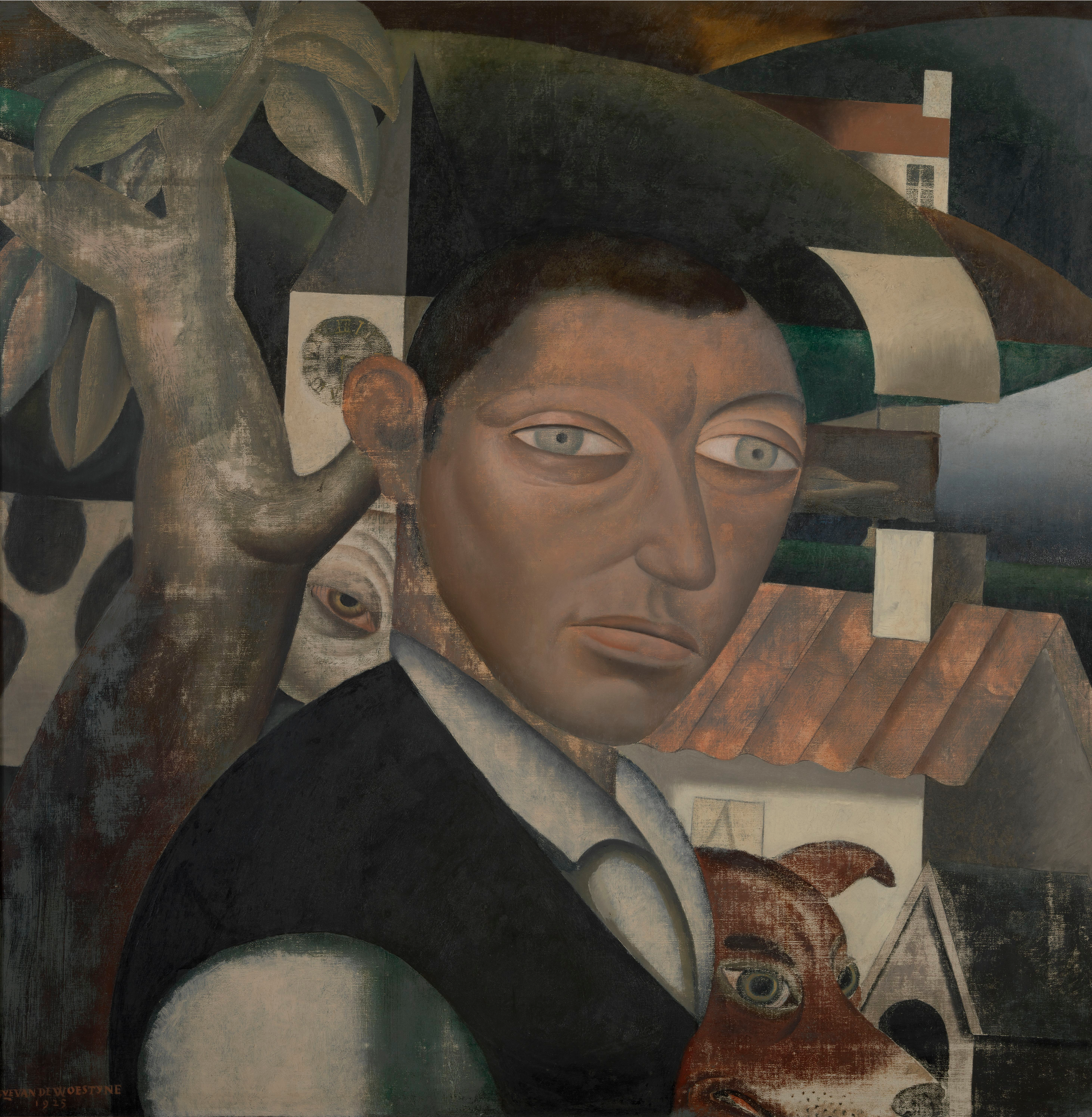
「遁走曲」(1925)
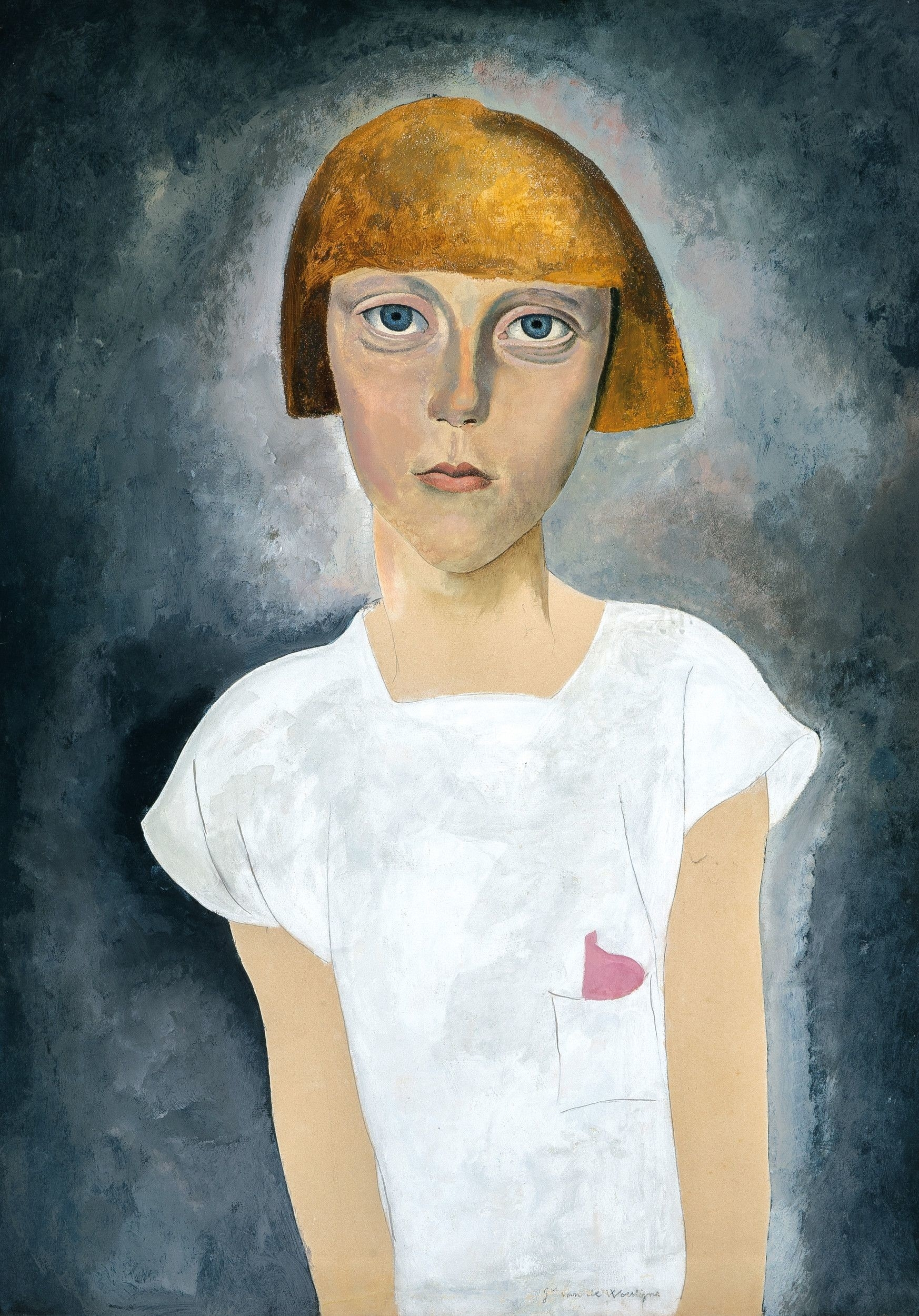
「エリザベート・ヴァン・デ・ヴスタイン、画家の双子の娘、の肖像画」(1926)
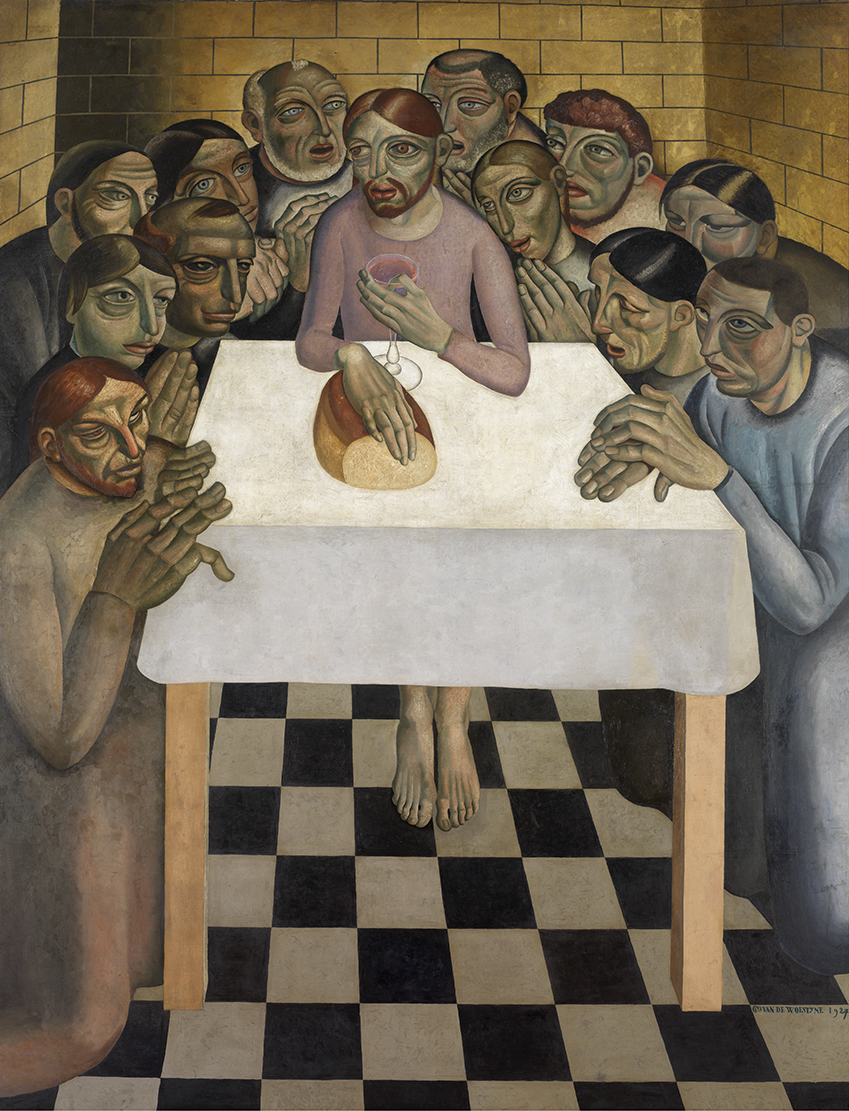
「最後の晩餐」(1927)
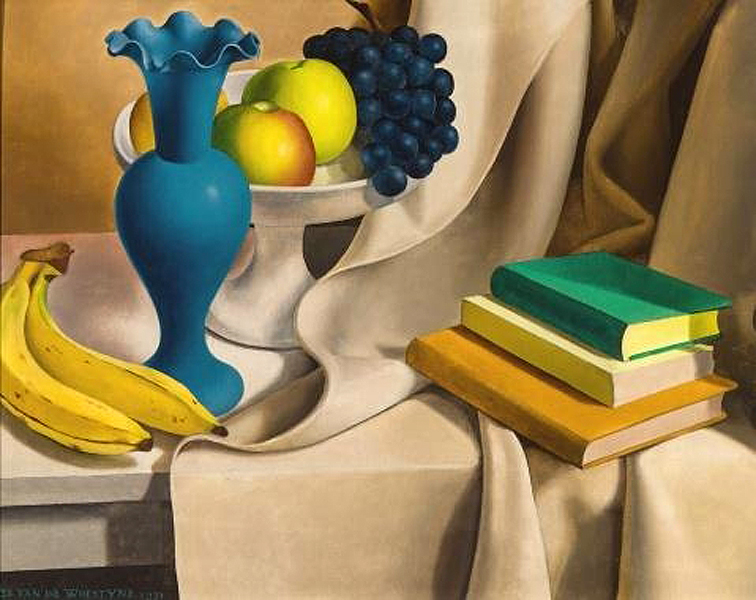
「果物皿のある静物」 (1932)